# АПОЕЛ (футбольний клуб)
АПОЕЛ (грец. Αθλητικός Ποδοσφαιρικός Όμιλος Ελλήνων Λευκωσίας, Α.Π.Ο.Ε.Λ. — Атлітікос Подосфайрікос Омілос Елліон Лефкосіос, Грецький Атлетичний футбольний клуб міста Лефкосії) — професіональний кіпрський футбольний клуб із міста Нікосія.
Заснований у Нікосії 8 листопада 1926 року. АПОЕЛ — один із найуспішніших клубів кіпрського футболу, вигравши понад 40 національних титулів (включаючи 23 перемоги у чемпіонаті Кіпру, 20 Кубків Кіпру і 13 Суперкубків). На європейській арені найвищими досягненнями в історії клубу є вихід в чвертьфінал Ліги чемпіонів у сезоні 2011—12.

## Досягнення
- Чемпіон Кіпру (29): 1936, 1937, 1938, 1939, 1940, 1947, 1948, 1949, 1952, 1965, 1973, 1980, 1986, 1990, 1992, 1996, 2002, 2004, 2007, 2009, 2011, 2013, 2014, 2015, 2016, 2017, 2018, 2019, 2024
- Володар Кубка Кіпру (21): 1937, 1941, 1947, 1951, 1963, 1968, 1969, 1973, 1976, 1978, 1979, 1984, 1993, 1995, 1996, 1997, 1999, 2006, 2008, 2014, 2015
- Володар Суперкубка Кіпру (15): 1963, 1984, 1986, 1992, 1993, 1996, 1997, 2002, 2004, 2008, 2009, 2011, 2013, 2019, 2024

## Склад команди
Станом на 4 червня 2025 
| №  | Поз. | Нац.                 | Гравець          |
| -- | ---- | -------------------- | ---------------- |
| 3  | ЗХ   | Сербія               | Радосав Петрович |
| 5  | ЗХ   | Грузія               | Лаша Двалі       |
| 7  | ПЗ   | Німеччина            | Макс Маєр        |
| 8  | ПЗ   | Іспанія              | Серхіо Техера    |
| 9  | НП   | Марокко              | Юссеф Ель-Арабі  |
| 10 | НП   | Бразилія             | Маркіньйос       |
| 11 | НП   | Греція               | Анастасіос Доніс |
| 12 | НП   | Гвінея               | Алгассіме Ба     |
| 14 | НП   | Бразилія             | Габріел Майолі   |
| 16 | ЗХ   | Боснія і Герцеговина | Матео Сушич      |
| 17 | ПЗ   | Гана                 | Давід Абанья     |
| 18 | ПЗ   | Кіпр                 | Янніс Саціас     |

| №  | Поз. | Нац.       | Гравець             |
| -- | ---- | ---------- | ------------------- |
| 19 | ЗХ   | Іспанія    | Хаві Кінтілья       |
| 20 | НП   | Сербія     | Стефан Дражич       |
| 21 | ПЗ   | Португалія | Піззі               |
| 22 | ВР   | Кіпр       | Андреас Христодулу  |
| 27 | ВР   | Словенія   | Від Белец           |
| 29 | ЗХ   | Марокко    | Іссам Шебак         |
| 30 | ПЗ   | Румунія    | Маріус Корбу        |
| 34 | ЗХ   | Кіпр       | Константінос Лаїфіс |
| 44 | ПЗ   | Гана       | Кінгслі Сарфо       |
| 79 | НП   | Кіпр       | П'єрос Сотіріу      |
| 99 | ПЗ   | Іспанія    | Іван Алехо          |

## Гравці клубу
- Нектаріос Александру (2000–2006, 2008-)
- Тіжані Белаїд (2011–2012)
- Вільям Боавентура (2010-)
- Бобан Грнчаров (2009–2011)
- Йожеф Кіпріц (1995–1997)
- Панос Константіну (2009-)
- Константінос Макрідіс (2004–2008)
- Спірос Марангос (2000–2002)
- Нікос Махлас (2006–2008)
- Урко Пардо (2011-)
- Іван Тричковський (2010-)
- Діонісіс Хіотіс (2008-)